# Fatih Uraz
Fatih Uraz (* 30. Dezember 1960 in Adana) ist ein ehemaliger türkischer Fußballtorhüter, -trainer und heutiger Fußballexperte. Durch seine langjährige Tätigkeit für Samsunspor und den mit diesem Verein errungenen Erfolgen wird er sehr stark mit diesem Verein assoziiert. Er war zudem an einigen wichtigen Ereignissen im türkischen Fußballs wie die 0:8-Niederlage gegen die Englische Nationalmannschaft und der Verkehrsunfall mit dem Mannschaftsbus von Samsunspor beteiligt und wird mit diesen Ereignissen in Verbindung gesetzt. In der zweiten Hälfte der 1980er Jahre war er einer der wichtigsten Torhüter im türkischen Fußball.

## Spielerkarriere

### Die ersten Jahre und Hacettepe GK
Uraz kam in der südtürkischen Hafenstadt Adana auf die Welt, zog aber bereits als Kind mit seiner Familie in die türkische Hauptstadt Ankara. 1974 organisierte die Ankara Beden Terbiyesi Bölge Müdürlüğü (dt.: Regionaldirektion der Provinz Ankara für Leibeserziehung) auf einem Vorfeld vom Stadion des 19. Mais ein Auswahlturnier für eine geplante Fußballschule mit der Kapazität von 20 bis 25 Schülern. Uraz ging mit der Absicht an diesem Auswahlturnier teilzunehmen zum Stadion des 19. Mais. Als er da ankam wurde er von einer Unmenge von Teilnehmern überrascht. Der resignierte vierzehnjähriger Uraz stach mit einer Körpergröße von 177 cm unter seinen Gleichaltrigen hervor. Ohne seine fußballerischen Fähigkeiten auf dem Spielfeld gezeigt zu haben, wurde er seiner Größe wegen mit drei weiteren hochgewachsenen Jugendlichen von den Veranstaltern bereits im Vorfeld ausgewählt.
1974 begann er beim damaligen Amateurverein Hacettepe GK seine Karriere im Männerfußball. Parallel zu seiner Fußballkarriere besuchte Uraz die Gazi Üniversitesi und studierte hier Wirtschaftswissenschaft. Mit diesem Klub spielte er drei Spielzeiten in der regionalen türkischen Amateurliga und erreichte im Sommer 1977 den Aufstieg in die 3. Futbol Ligi, der damals dritthöchsten Spielklasse im türkischen Fußball. In dieser Liga verfehlte der Klub bereits nach einer Spielzeit den Klassenerhalt und stieg wieder in die Amateurliga ab. Uraz blieb, auch wegen des Studiums an der Gazi Üniversitesi, bei Hacettepe GK und spielte noch ein Jahr in der Amateurliga.

### Boluspor
Im Sommer 1979 entschied er sich für einen Wechsel. So heuerte er beim Erstligisten Boluspor an. Bei diesem Verein fristete er drei Spielzeiten lang ein Reservistendasein und absolvierte lediglich an die zehn Pflichtspiele. Während seiner Zeit bei Boluspor hatte er zwar sein Studium in Ankara fortgesetzt, jedoch stellt er nach vier Jahren auch fest, dass er weder in seiner Fußballkarriere noch in seinem Studium nennenswerte Fortschritte gemacht hatte.

### Ankara Sitespor und Wechsel zu Samsunspor
So entschied er im Sommer 1982 nach Ankara zurückzukehren und sich so intensiver auf sein Studium zu konzentrieren. Nebenbei setzte er auch beim Zweitligisten Ankara Sitespor unter geringeren Anforderungen setzte seine Fußballkarriere fort. Mit der Absicht sein Studium schnell abschließen zu können, konzentrierte er sich auf sein Studium. Bei Sitespor zeigt er trotz seines Studiums überzeugende Leistungen und erhielt gegen Saisonende von solchen Erstligisten wie Gençlerbirliği Ankara, Denizlispor und Orduspor attraktive Transferangebote. Alle diese Transferversuche scheiterten an der überdurchschnittlich hoch angesetzten Ablösesumme von 12 Millionen Lira die der Vereinspräsident von Sitespor forderte. Uraz, der einem Wechsel zu einem dieser Vereine nicht abgeneigt war, gab die Hoffnung auf einen Wechsel bereits auf. Zu diesem Zeitpunkt stieg der nordtürkische Erstligist Samsunspor durch eine Niederlage am letzten Spieltag gegen Mersin İdman Yurdu durch einen Gegentreffer in der letzten Spielminute in die 2. Liga ab. Uraz erhielt wenige Tage nach diesem Abstieg Samsunspors vom Vereinspräsidenten Sitespor eine Nachricht mit der Bitte ihn in seinem Büro aufzusuchen. Nachdem Uraz wie verlangt im Büro erschienen war, traf er den Präsidenten und zwei weitere Personen an. Der Präsident stellte die beiden Männer als Vereinsfunktionäre von Samsunspor vor, teilte Uraz mit, mit Samsunspor eine Einigung für seine Ablösesumme gefunden zu haben und forderte ihn auf sich ebenfalls mit Samsunspor zu einigen. Diesem Wechsel abgeneigt, forderte Uraz eine überhöhte Summe, von denen er zwei Drittel im Voraus verlangte. Nachdem die Vereinsfunktionäre die geforderte Summe zu Uraz’ Überraschung sofort auf den Tisch legten, versuchte Uraz dem Wechsel zu entgehen, indem er auch die Verpflichtung seines langjährigen Teamkollegen Rıfat Benli forderte. Die Vereinsfunktionäre schlugen diese Forderung aus, woraufhin Uraz dem Wechsel nicht zustimmte. Schließlich stimmten die Verantwortlich Samsunspors dieser Forderung auch zu und so wechselte Uraz zu Samsunspor. Jahre später erfuhr er, dass hinter dem unbeirrbaren Beharren Samsunspors bei seinem Wechsel sein späterer Trainer Nuri Asan stecken sollte. Dieser trainierte in der Saison 1983/84 Amasyaspor. In der Begegnung zwischen Sitespor und Amasyaspor zeigte Uraz über die gesamte Spiellänge eine derart überzeugende Leistung, dass Asan Samsunspor den nachdrücklichen Rat gab Uraz unter jeder Bedingung zu verpflichten.

### Samsunspor
Bei Samsunspor fand Uraz ein sehr unruhiges Umfeld. Durch die hohen Investition die am Mannschaftskader getätigt wurde, waren die Erwartungen entsprechend hoch. Zudem herrschte im Verein eine Klickenbildung. All diese Unwägbarkeiten sorgten dafür, dass bis zur Winterpause mit Nuri Asan, Mehmet Babalık und Şükrü Esat Goran drei Cheftrainer gehen mussten. Erst nachdem Fethi Demircan zur Rückrunde der Saison 1983/84 das Traineramt übernommen hatte, begann die Mannschaften den Erwartungen gerecht zu werden. Am Saisonende reichte die Leistungssteigerung nicht für die Zweitligameisterschaft, wodurch der direkte Wiederaufstieg verfehlt wurde. In der nachfolgenden Saison, der Saison 1984/85, übernahm Samsunspor unter der Führung von Demircan relativ früh die Tabellenführung und behielt diese souverän bis zum Saisonende. Am Ende wurde der Verein Zweitligameister und stieg dadurch in die 1. Lig auf. Uraz absolvierte bis auf eine Ligapartie alle Pflichtpartien seiner Mannschaft und hatte durch seine Leistungen großen Anteil an diesem Erfolg.
In die 1. Lig aufgestiegen avancierte Uraz’ Team zur Überraschungsmannschaft der Erstligasaison 1985/86. Die Mannschaft beendete die Saison auf dem dritten Tabellenplatz und erzielte dadurch die beste Erstligaplatzierung der Vereinsgeschichte. Besonders gegenüber den größeren Vereinen zeigt die Mannschaft z. T. deutliche Überlegenheit. So wurde der amtierende Meister Fenerbahçe Istanbul zuhause mit 4:0 deutlich geschlagen und auch auswärts mit 1:0 besiegt. Uraz stach als einer der Leistungsträger der Mannschaft hervor und stieg in dieser Saison auch zum türkischen Nationalspieler auf. In der nächsten Saison spielte der Klub auch lange Zeit um die Meisterschaft mit verpasste erst in den letzten Wochen den Anschluss an die beiden weiteren Meisterschaftsaspiranten Galatasaray Istanbul und Beşiktaş Istanbul. Auch in dieser Saison wurde Fenerbahçe zuhause mit 4:0 und auswärts mit 1:0 besiegt. Auf Fenerbahçe traf die Mannschaft auch im Viertelfinale des Türkischen Fußballpokals. Da sich abzeichnete, dass Fenerbahçe über die Ligaplatzierung sich für keinen europäischen Pokalwettbewerb qualifizieren würde, konzentrierte sie dieser Klub auf den Türkischen Pokalwettbewerb. Unter diesen angespannten Umständen lieferten sich beide Teams im Rückspiel, welches am 1. April 1987 in Istanbul gespielt wurde, ein packendes Spiel. Fenerbahçe vergab mehrere hochkarätige Tormöglichkeiten und verschoss einen Elfmeter. Das Spiel endete mit 0:0, wodurch Samsunspor aufgrund des Hinspielsieges sich für das Halbfinale qualifizierte. Weil Uraz sich zu unbeschwert und ausgiebig über den Halbfinaleinzug freute, zog er den Unmut einiger Fenerbahçe-Spieler auf sich. Dieser Umstand sorgte auf dem Spielfeld zu tumultartigen Situationen. Als Folge erhielten die Fenerbahçe-Spieler Müjdat Yetkiner, Abdülkerim Durmaz, Sedat Karaoğlu und Hasan Özdemir vom nationalen Fußballverband eine Spielsperre von acht Monaten. Im Pokalfinale unterlag die Mannschaft Sakaryaspor und beendete die Saison auf dem vierten Tabellenplatz.
In die Saison 1988/89 startete der Verein ebenfalls erfolgreich und setzte sich oben fest. Uraz absolvierte hierbei bis zur Winterpause alle Ligabegegnung. Beim ersten Spieltag der Rückrunde musste die Mannschaft auswärts gegen Malatyaspor antreten. Bei der Hinreise nach Malatya geriet der Mannschaftsbus Samsunspors in einen schweren Unfall, wodurch mehrere Spieler, Trainer und Vereinsfunktionäre tödlich verunglückten bzw. sich schwer verletzten. Aufgrund dieses Ereignisses konnte die Mannschaft in der Rückrunde am Spielgeschehen nicht teilnehmen, deshalb entschied sich der türkische Fußballverband, Samsunspor für die Rückrunde nicht antreten zu lassen. Alle Spiele wurden mit 3:0 für den Gegner Samsunspors entschieden. Samsunspor wurde damit Tabellenletzter, wurde aber von einem Abstieg ausgeschlossen. Uraz befand sich während des Unfalls im Mannschaftsbus und überlebte ihn mit einigen Verletzungen. Bis zu diesem Vorfall war Uraz Nationalmannschaft als Stammtorhüter gesetzt als auch wurde er in der Liga regelmäßig in die Elf des Spieltages gewählt.

### Beşiktaş Istanbul und Adana Demirspor
Nach dem tragischen Unfall konnte Uraz mit Samsunspor keine Einigung für eine Vertragsverlängerung finden. Er gab selbst an, dass hierbei nicht finanzielle Gründe ausschlaggebend waren. Da damals das Ausländerkontingent auf drei Spieler beschränkt war und es ein Mangel an guten türkischen Torhütern existierte, waren die großen türkischen Vereine an einer Verpflichtung Uraz’ interessiert. Für Uraz bemühte sich am stärksten der Istanbuler Traditionsverein Beşiktaş. Der Verein einigte sich auf Anhieb mit Uraz und verpflichtete ihn Anfang Juli 1989. Zusätzlich zu Uraz verpflichteten die Istanbuler auch mit Engin İpekoğlu den Shootingstar unter den türkischen Torhütern. Bei Beşiktaş wurde ihm im Nachhinein aufgrund seiner gerade überstandenen Verletzung und aus seiner halbjährigen Pause kein Comeback zugetraut und deswegen eher auf die anderen Torhüter İpekoğlu, Rade Zalad und Metin Akçevre.
Nachdem Uraz bis in den Oktober 1989 keine Berücksichtigung in den Kaderplanungen gefunden hatte, wurde er gegen eine Leihgebühr von 200.000 Lira an den Ligarivalen Adana Demirspor ausgeliehen, eines der zwei stärksten Vereine seiner Heimatstadt Adana. Da Demirspor sein letztes Spiel unmittelbar vor der Verpflichtung Uraz’ ausgerechnet gegen Beşiktaş mit 0:10 verloren hatte und mit diesem Ergebnis die höchste Niederlage in der Geschichte der 1. Lig erlebt hatte, ersetzte Uraz auf Anhieb den stark in die Kritik geratenen Stammtorhüter Fatih Yılmaz. Da bei Demirspor mit Fatih Yılmaz ein weiterer Fatih in den Mannschaftskader vorhanden war und dieser jünger war, wurde Uraz fortan seitens der Fans und der Fachpresse als der Büyük Fatih (dt.: Der große Fatih) bezeichnet und Yılmaz als Küçük Fatih (dt.: Der kleine Fatih). Bei Demirspor fand Uraz wieder zu alter Form zurück und wurde im Laufe der Saison einige Male in die Elf des Spieltage gewählt. Der Verein hingegen erlebte unruhige Zeiten, infolge derer mehrere Spieler mit Strafen belegt wurden. So wurde auch Uraz mit einer Geldstrafe von 50 Millionen Lira abgemahnt. Trotz dieser Strafe behielt er seinen Stammplatz. Nachdem aber sein Verein zum Saisonende den Klassenerhalt verfehlt hatte, kehrte Uraz zu Beşiktaş zurück.
Nach seiner Rückkehr zu Beşiktaş wurde Uraz erneut vom Cheftrainer Gordon Milne auf die Liste der Spieler gesetzt, die entweder verkauft oder ausgeliehen werden sollten. Uraz selber zeigte sich einverstanden und verhandelte für die anstehende Spielzeit mit den Vereinen Karşıyaka SK, Altay Izmir und Göztepe Izmir. Wenig später beschloss Beşiktaş sogar, Uraz im Falle von Interessenten ablösefrei ziehen zu lassen. Uraz konnte mit keinem Verein eine Einigung finden. Da Milne ihn nicht in den Kader aufgenommen hatte und Uraz einer Vertragsauflösung mit Beşiktaş nicht zustimmte, blieb er lange Zeit ohne Tätigkeit. Ende Oktober 1990 wurde er dann von Milne wieder in den Kader aufgenommen und nahm am Mannschaftstraining teil. So spielte in einem Testspiel gegen den Drittligisten Gaziosmanpaşaspor über die volle Spiellänge. Bis zum Saisonende befand er sich als dritter Torhüter im Kader, absolvierte aber keine Pflichtspielpartie für Beşiktaş. Ohne Einsatz wurde er am Saisonende mit seiner Mannschaft türkischer Meister der der Spielzeit 1990/91.

### Kayserispor
Nachdem im Sommer 1991 Uraz’ Vertrag mit Beşiktaş abgelaufen war und er keine Verlängerung erhalten hatte, wechselte er ablösefrei zum Zweitligisten Kayserispor. Bei diesem Klub stieg er auf Anhieb zum Leistungsträger auf. Mit seiner Mannschaft beendete er die Saison als Meister der 2. Liga und stieg dadurch in die 1. Liga auf. Trotz dieses Erfolges, an dem Uraz Anteil hatte, wurde sein Vertrag über die Saison nicht erweitert.

### Konyaspor und Gaziosmanpaşaspor
Zur nächsten Saison wechselte Uraz zum Erstligisten Konyaspor. Hier gelang es ihm nicht sich gegen dei beiden anderen Torhüter Adnan Erkan und Vukašin Petranović durchzusetzen. Nach vier Ligaeinsätzen und einer Hinrunde verließ Uraz Konyaspor und wechselte zum Istanbuler Zweitligisten Gaziosmanpaşaspor. Für diesen Klub spielte er bis zum Sommer 1995 und beendete anschließend seine Spielerkarriere.

### Nationalmannschaft
Uraz begann seine Karriere bei den türkischen Nationalmannschaften 1978 während seiner Zeit bei Hacettepe GK mit einem Einsatz für die türkische U-18-Nationalmannschaft.
Nach seinen überzeugenden Leistungen bei Samsunspor wurde er vom türkischen Nationaltrainer Coşkun Özarı 1985 in den Kader der Türkischen Nationalmannschaft nominiert. In dieser ersten Partie saß er lediglich auf der Ersatzbank, gab aber bereits in seiner zweiten Nominierung gegen die Polen sein Länderspieldebüt. Fortan gehörte er die nachfolgenden drei Jahre zu den regelmäßig nominierten Spielern und war in diesen Jahren mit wenigen Ausnahmen als Nationaltorhüter gesetzt.
Am 14. Oktober 1987 spielte Uraz mit der türkischen Auswahl im Rahmen der EM1988-Qualifikation auswärts gegen die Englische Nationalmannschaft. Diese Begegnung verlor die Türkei mit 0:8 außergewöhnlich hoch. Die türkische Auswahl hatte bereits drei Jahre zuvor an gleicher Stelle gegen England mit dem gleichen Ergebnis verloren und eines bis dato herbsten Niederlagen der Verbandsgeschichte erlebt. Demzufolge waren die Erwartungen vor der Partie entsprechend hoch. Als einer der Hauptschuldigen für diese Niederlage wurde einstimmig von der Fachpresse und den Zuschauern Uraz gesehen. Nach eigenen Aussagen war Uraz nach dieser Niederlage und der nachfolgenden Häme gegen seine Person lange Zeit traumatisiert und benötigte für die Bewältigung eine gewisse Zeit. In seinem Verein wurde er lange Zeit seitens der gegnerischen Fans mit Sprechchören die auf diese 0:8-Niederlage abzielten verunglimpft.
Trotz dieser herben Niederlage blieb er der Stammtorhüter Türkische Nationalmannschaft und überzeugt hier durch gute Leistungen.
Sein letztes Länderspiel machte er am 30. November 1988 gegen die Fußballnationalmannschaft der DDR. Nachdem er Im Januar 1989 nach einem schweren Unfall mit dem Mannschaftsbus Samsunspors lange Zeit verletzungsbedingt nicht spielen konnte, fand er lange Zeit keine Berücksichtigung bei der Türkischen Nationalmannschaft. Schließlich verdrängte ihn Engin İpekoğlu sowohl bei seinem neuen Verein Beşiktaş Istanbul als auch in der Nationalmannschaft.

## Trainerkarriere
Nach Ende seiner Fußballspielerlaufbahn übernahm Uraz das Amt des Torwarttrainers bei Kayserispor und blieb eine Spielzeit in dieser Tätigkeit. Bereits ein Jahr später verließ er diesen Verein und wurde Cheftrainer bei Kütahyaspor.
Ab 1996 begann er bei Beşiktaş Istanbul als Torwarttrainer zu arbeiten und assistierte dabei dem Cheftrainer John Toshack.
Im Sommer 1999 übernahm er Kahramanmaraşspor als Cheftrainer und blieb nur zwei Monate im Amt. Anschließend begann er bei Çanakkale Dardanelspor als Co-Trainer zu arbeiten. Anschließend arbeitete er bei Fatih Karagümrük SK und Kocaelispor als Cheftrainer.
Zwischen 2002 und 2006 leitete er für die Virginia Cavaliers und George Mason University Torhütercamps.
Von 2007 bis 2008 trainierte er die Fußballmannschaft der Fatih Üniversitesi.

## Trivia
- Uraz veröffentlichte drei Bücher, in denen er seine Erfahrungen als Fußballspieler verarbeitete. Zentrale Themen dieser Bücher waren die 0:8-Niederlage gegen die Englische Nationalmannschaft und der Verkehrsunfall mit dem Mannschaftsbus von Samsunspor. Die Titel der Bücher hießen Kaleciyi Vurun (dt. Schlagt den Torhüter), Futbolun Arka Bahçesi (dt. Der Hintergarten des Fußballs) und Adamın Abdalı Kaleci Olur (dt. Nur die Dummen werden Torhüter).
- Er arbeitet auch als Fußballexterne und hat in der Tageszeitung Zaman eine Kolumne.
- Ab 2012 moderiert Uraz im türkischen PAY-TV-Sender Digiturk die Sendung Kalecinin Seyir Defteri. In diesem lädt er ehemalige und aktuelle Torhüter ein und beurteilt mit denen dann die Leistungen aktueller Torhüter bzw. der Torhüter selbst. Auch werden die Karrieren der eingeladenen Torhüter Revue passiert.[27]

## Erfolge
- Mit Samsunspor
- Meister der TFF 1. Lig und Aufstieg in die Süper Lig: 1984/85
- Tabellendritter der Süper Lig: 1985/86, 1986/87
- Tabellenvierter der Süper Lig: 1987/88
- Türkischer Pokalfinalist: 1987/88

Mit Beşiktaş Istanbul
- Türkischer Meister: 1990/91 (Ohne Einsatz)

Mit Kayserispor
- Meister der TFF 1. Lig und Aufstieg in die Süper Lig: 1991/92

## Auszeichnungen
- Er wurde von den Samsunsporanhängern in die Beste Elf der Vereinsgeschichte gewählt.[3]